# Winter-Paralympics 2018/Teilnehmer (Vereinigte Staaten)
| stlisierte Goldmedaille | stlisierte Silbermedaille | stlisierte Bronzemedaille |
| ----------------------- | ------------------------- | ------------------------- |
| 13                      | 15                        | 8                         |

Die Vereinigten Staaten nahmen bei den Winter-Paralympics 2018 in Pyeongchang von 9. bis 18. März 2018 mit 74 Athleten (einschließlich der sechs Begleitläufer) in fünf Sportarten und neun Disziplinen teil.

## Team
Zum Team gehörten neben der Para-Eishockey-Mannschaft mit 17 Athleten fünf Rollstuhlcurler (drei Männer, zwei Frauen), 23 alpine Skiläufer (sechzehn Männer, sieben Frauen), fünfzehn Langläufer und Biathleten (neun Männer, sechs Frauen) und vierzehn Snowboarder (neun Männer, fünf Frauen).
33 Athleten nahmen erstmals an Paralympics teil. Unter den 41 Teilnehmern früherer Spiele befanden sich 12 Paralympics-Sieger und 22 Gewinner weiterer Medaillen. Fünf Teilnehmer bestritten bereits ihre vierten Paralympics. Das Para-Eishockey-Team war nach den Paralympics-Siegen 2010 und 2014 Titelverteidiger und konnte sich im Finale in der Verlängerung gegen das Team aus Kanada durchsetzen.
Mit 13 Gold-, 15 Silber- und 8 Bronzemedaillen waren die US-Athleten vor den neutralen Athleten aus Russland und dem kanadischen Team die erfolgreichste Nationalauswahl. Die erfolgreichste Athletin innerhalb des US-Teams war Oksana Masters mit zwei Gold-, zwei Silber- und einer Bronzemedaille. Ebenfalls je zwei Goldmedaillen errangen Kendall Gretsch und Brenna Huckaby. Mit einmal Gold, viermal Silber und einmal Bronze war David Cnossen der erfolgreichste männliche US-Teilnehmer der Paralympics 2018.

## Medaillengewinner

### Gold
| Name            | Sportart       | Wettkampf                    |
| --------------- | -------------- | ---------------------------- |
| Daniel Cnossen  | Biathlon       | Männer 7,5 km sitzend        |
| Noah Elliott    | Snowboard      | Männer Banked Slalom LL-1    |
| Kendall Gretsch | Biathlon       | Frauen 6 km sitzend          |
| Kendall Gretsch | Skilanglauf    | Frauen 12 km sitzend         |
| Brenna Huckaby  | Snowboard      | Frauen Cross LL-1            |
| Brenna Huckaby  | Snowboard      | Frauen Banked Slalom LL1     |
| Andrew Kurka    | Ski Alpin      | Männer Abfahrt sitzend       |
| Oksana Masters  | Skilanglauf    | Frauen Sprint 1,1 km sitzend |
| Oksana Masters  | Skilanglauf    | Frauen 5 km sitzend          |
| Mike Minor      | Snowboard      | Männer Banked Slalom UL      |
| Mike Schultz    | Snowboard      | Männer Cross LL-1            |
| Andrew Soule    | Skilanglauf    | Männer Sprint 1,1 km sitzend |
| US-Team         | Para-Eishockey | Para-Eishockey-Turnier       |

### Silber
| Name           | Sportart    | Wettkampf                   |
| -------------- | ----------- | --------------------------- |
| Jake Adicoff   | Skilanglauf | Männer 10 km sehbehindert   |
| Daniel Cnossen | Skilanglauf | Männer 15 km sitzend        |
| Daniel Cnossen | Biathlon    | Männer 12,5 km sitzend      |
| Daniel Cnossen | Biathlon    | Männer 15 km sitzend        |
| Daniel Cnossen | Biathlon    | Männer 7,5 km sitzend       |
| Brittani Coury | Snowboard   | Frauen Banked Slalom LL2    |
| Keith Gabel    | Snowboard   | Männer Cross LL-2           |
| Andrew Kurka   | Ski Alpin   | Männer Super-G sitzend      |
| Oksana Masters | Biathlon    | Frauen 6 km sitzend         |
| Oksana Masters | Biathlon    | Frauen 12,5 km sitzend      |
| Amy Purdy      | Snowboard   | Frauen Cross LL-1           |
| Mike Schultz   | Snowboard   | Männer Banked Slalom LL-1   |
| Evan Strong    | Snowboard   | Männer Banked Slalom LL-2   |
| Tyler Walker   | Ski Alpin   | Männer Riesenslalom sitzend |
| Tyler Walker   | Ski Alpin   | Männer Slalom sitzend       |

### Bronze
| Name            | Sportart    | Wettkampf                    |
| --------------- | ----------- | ---------------------------- |
| Daniel Cnossen  | Skilanglauf | Männer Sprint 1,1 km sitzend |
| Noah Elliott    | Snowboard   | Männer Cross LL-1            |
| Oksana Masters  | Skilanglauf | Frauen 12 km sitzend         |
| Mike Minor      | Snowboard   | Männer Cross UL              |
| Amy Purdy       | Snowboard   | Frauen Banked Slalom LL1     |
| Andrew Soule    | Biathlon    | Männer 12,5 km sitzend       |
| Jamie Stanton   | Ski Alpin   | Männer Slalom stehend        |
| Laurie Stephens | Ski Alpin   | Frauen Abfahrt sitzend       |

## Teilnehmer nach Sportarten

### Para-Eishockey
| - Ralph DeQuebec - Brody Roybal - Billy Hanning - Jack Wallace - Travis Dodson - Tyler Carron | - Luke McDermott - Nikko Landeros - Declan Farmer - Adam Page - Noah Grove - Rico Roman | - Josh Misiewicz - Josh Pauls - Jen Lee - Steve Cash - Kevin McKee |

### Ski Alpin
| Damen: - Sadie DeBaun (Guide für Staci Mannella) - Stephanie Jallen - Allison Kunkel - Staci Mannella - Melanie Schwartz - Laurie Stephens - Danelle Umstead | Herren: - Jasmin Bambur - Mark Bathum - Kevin Burton - Tyler Carter - Josh Elliott - Andrew Haraghey - Connor Hogan - Andrew Kurka |  | - Stephen Lawler - Brandon Powell-Ashby (Guide für Kevin Burton) - Jamie Stanton - Rob Umstead (Guide für Danelle Umstead) - Tyler Walker - Thomas Walsh - Spencer Wood - Cade Yamamoto (Guide für Mark Bathum) |

### Snowboard
| Damen: - Arlene Cohen - Brittani Coury - Brenna Huckaby - Amy Purdy - Nicole Roundy | Herren: - Noah Elliott - Keith Gabel - Mark Mann - Mike Minor - Mike Schultz |  | - Mike Shea - Jimmy Sides - Michael Spivey - Evan Strong |

### Ski Nordisch (Skilanglauf und Biathlon)
| Damen: - Kendall Gretsch - Oksana Masters - Grace Miller - Joy Rondeau - Kristina Trygstad-Saari (Guide für Mia Zutter) - Mia Zutter Herren: - Jake Adicoff - Dan Cnossen - Sean Halsted - Sawyer Kesselheim (Guide für Jake Adicoff) - Aaron Pike - Bryan Price - Ruslan Reiter - Andy Soule - Jeremy Wagner |

### Rollstuhlcurling
- Kirk Black
- Stephen Emt
- Penny Greely
- Meghan Lino
- Justin Marshall